# 2012年太平洋颶風季
2012年太平洋颶風季是每年一度全球熱帶氣旋產生週期的一部分。東太平洋颶風季從2012年5月至2012年11月結束；而中太平洋颶風季從2012年6月開始，至2012年11月結束。
本條目的範圍僅侷限於赤道以北及國際換日線以東的太平洋，於赤道以北及國際換日線以西的太平洋水域產生的風暴則被稱為颱風，並被列入2012年太平洋颱風季。在中東太平洋產生的熱帶風暴是由美國國家颶風中心及中太平洋颶風中心命名，國際編號為xxE或xxC。
2012年太平洋颶風季第一個氣旋生成於2012年5月14日的熱帶風暴Aletta。
以下各熱帶氣旋資訊以熱帶氣旋存在期間的最強形態為準。

## 熱帶氣旋

### 熱帶風暴阿萊塔（Aletta）
2012年5月11日，一熱帶擾動於東太平洋上生成。
5月13日，國家颶風中心(NHC)對其評級為MEDIUM並報告發展機率為40%。
5月14日國家颶風中心將其命名為Aletta。
5月17日，Aletta減弱為熱帶性低氣壓。

### 颶風巴德（Bud）
2012年5月16日，一熱帶擾動於墨西哥西南方海面生成。
5月21日，國家颶風中心將其升格為02E並預測將轉向撲往墨西哥。
5月22日，國家颶風中心將其命名為Bud。
5月24日深夜，Bud強度達到巔峰，風眼清晰。
5月25日，受到加利福尼亞寒流影響，使海溫下降，Bud強度稍微減弱，墨西哥當局亦對該國西岸發布颶風警報。
5月26日，Bud中心登陸墨西哥西部，強度迅速減弱為熱帶性低氣壓。
5月27日，Bud完全消散。

### 颶風卡洛塔（Carlotta）
2012年6月12日，一個熱帶擾動形成於墨西哥南方海面，並且持續加強。
6月14日，國家颶風中心將其升格為03E並於隔天命名為Carlotta，隔日升格為一級颶風。
6月15日，墨西哥當局發布該颶風的颶風警報。
6月16日，國家颶風中心將其升格為二級颶風。中午，Carlotta中心登陸墨西哥西部並發布最後警告。晚上減弱為熱帶性低氣壓。

### 颶風丹尼爾（Daniel）
2012年7月4日，國家颶風中心將位於墨西哥西方海面的熱帶擾動96E升格為熱帶性低氣壓並給予國際編號04E。
7月5日晚上，國家颶風中心命名為Daniel，並持續預測路徑一路西行至中太平洋。
7月7日上午，國家颶風中心將其升格為一級颶風。
7月8日上午，國家颶風中心將其升格為二級颶風。下午，國家颶風中心將其升格為三級颶風，強度與前面的BUD相同，但氣壓相距1mb。
7月9日，Daniel受到乾空氣區的影響，它稍微減弱而整體核心也緊縮。
7月11日下午，Daniel進入中太平洋。
7月12日，太平洋颶風中心對其發出最後報告。

### 颶風艾米利亞（Emilia）
2012年7月4日，國家颶風中心將位於墨西哥西方海面的熱帶擾動97E升格為熱帶性低氣壓不久在升格熱帶風暴並給予國際編號05E，同日命名為EMILIA。
7月9日，國家颶風中心將其升格為一級颶風。同日，國家颶風中心將其升格為二級颶風。
7月10日，國家颶風中心將其升格為三級颶風，並且打破前面颶風的紀錄。同日下午，國家颶風中心將其升格為四級颶風。
後來因受中太平洋的低海溫及強風切強度快速減弱，國家颶風中心於7月15日發出最後報告，殘留雲系於7月16日進入中太平洋。

### 颶風法比奧（Fabio）
2012年7月12日，國家颶風中心將位於墨西哥西方海面的熱帶擾動98E升格為熱帶性低氣壓，同日晚上命名為Fabio。並且預測該熱帶氣旋強度將與同期出現的丹尼爾以及艾米利亞還要弱許多，並且與前兩者路徑完全不同的方向前進。
7月15日，國家颶風中心將其升格為二級颶風，並達到巔峰90節。
7月16日減弱為一級颶風，但結構依然完整。

### 颶風吉爾瑪（Gilma）
2012年8月7日，國家颶風中心將在東太平洋上的熱帶擾動92E升格為熱帶性低氣壓並給予編號07E。
8月8日，國家颶風中心將其命名為Gilma，並且將強度調升至55節，並預測巔峰強度將達60節。
8月9日，Gilma發展速度超估預期已增強為一級颶風(65節)，並且將巔峰強度在上調至70節。並於晚上增強至70節。
8月10日，隨著Gilma往高緯度前進，海溫開始降低且受到干空氣侵入，Gilma開始減弱。
8月11日，Gilma減弱為熱帶性低氣壓，國家颶風中心對其發出最後報告。

### 熱帶風暴赫克托（Hector）
位於大西洋的颶風埃內斯托的殘留雲系於8月11日清晨進入東太平洋，美國海軍研究實驗室重新給予編號94E。不久，國家颶風中心對其發布將發展機率提高至90%。
8月12日，國家颶風中心給予編號08E。上午11點，國家颶風中心對其命名為Hector，並預測未來能增強到一級颶風的等級。其後，系統並未像預期一樣向南大幅度偏移，只小小的偏西南西走了一段，這導致其長時間都處在較低水溫的區域，而且風切極為強大，最後強度未如預測，強度僅為熱帶風暴。
8月14日下午，系統短暫進入鞍型場，往南走了約半天。
8月15日，Hector開始北轉，並於同日下午減弱為一熱帶性低氣壓。
8月17日，Hector在海面完全消散。

### 颶風伊萊亞娜（Ileana）
2012年8月25日，一個熱帶擾動形成於墨西哥西方海面。
8月28日，清晨升格為09E不久命名為Ileana。
8月30日，國家颶風中心對其升格為一級颶風。
8月31日，受到加利福尼亞寒流以及乾空氣影響，強度減弱至一級颶風下限，9月2日國家颶風中心發出最後報告。

### 熱帶風暴約翰（John）
2012年9月2日，一個熱帶擾動於墨西哥西方海面形成。不久增強為熱帶性低氣壓，國家颶風中心給予編號10E。
9月3日，國家颶風中心將其命名為John。
9月4日，受到低水溫影響減弱為熱帶性低氣壓。

### 熱帶風暴克里斯蒂（Kristy）
2012年9月10日，一個低壓區在墨西哥南方被編號，之後緩慢發展。
9月12日，國家颶風中心將其升格為11E，向西北方前進。
9月13日，國家颶風中心將其命名為Kristy。
9月14日，Kristy強度達到顛峰。不過系統前往較高緯度，受到加利福尼亞寒流影響強度減弱。
9月17日，國家颶風中心發出最後報告。

### 颶風萊恩 (Lane)
2012年9月13日，一個熱帶擾動在東太平洋海面上生成。美國海軍研究實驗室給予擾動編號91E。
9月15日，國家颶風中心於晚間命名為Lane。
9月19日，國家颶風中心發出最後報告。

### 颶風米利安（Miriam）
2012年9月20日，一個低壓區在墨西哥西方海面上生成。美國海軍研究實驗室給予擾動編號93E。
9月21日，國家颶風中心將其升格為熱帶性低氣壓。
9月22日，國家颶風中心將其命名為Miriam。
9月24日，國家颶風中心將其升格為二級颶風。不久，國家颶風中心將其升格為三級颶風。
9月26日，減弱為一級颶風並持續減弱。
9月28日，系統的對流雲系完全消散，國家颶風中心發出最後報告。

### 热带风暴诺曼
2012年9月26日，一熱帶擾動形成於加利福尼亞半島東南方，隨後快速朝西北移動。
9月28日，登陸墨西哥錫那羅亞州。不久即出海並減弱為熱帶性低氣壓，國家颶風中心發出最後報告，其殘留底層中心往西飄移穿越加利福尼亞半島。

## 其他熱帶氣旋
除了被國家颶風中心和中太平洋颶風中心命名的熱帶氣旋外，還有一些沒被命名的熱帶低氣壓。以下列出那些熱帶氣旋的資料。

## 風暴名稱

### 東太平洋
下面的名字將被用於於2012年在東北太平洋形成而又被命名的風暴。如果有退役名稱的話，將由世界氣象組織在2013年春天宣布。在這個名單中未退役的名字將在2018年的風季中再次使用。這是的2006年風季使用相同的名單。
| - Aletta - Bud - Carlotta - Daniel - Emilia - Fabio - Gilma - Hector | - Ileana - John - Kristy - Lane - Miriam - Norman - Olivia - Paul | - Rosa - Sergio（未用） - Tara（未用） - Vicente（未用） - Willa（未用） - Xavier（未用） - Yolanda（未用） - Zeke（未用） |

### 中太平洋
下列名稱將用於2012年在中太平洋形成的風暴,但最後沒有風暴在中太平洋生成。
| - Pewa（未用） - Unala（未用） - Wali（未用） - Ana（未用） - Ela（未用） | - Halola（未用） - Iune（未用） - Kilo（未用） - Loke（未用） - Malia（未用） |

## 颶風季影響
以下圖表顯示了2012年太平洋颶風季的所有熱帶氣旋以及它們的登陸資料(如有)。在括號內的死亡人數屬於非直接，但仍與風暴有關的死亡。所有破壞及死亡數字都包括風暴在擾動及溫帶氣旋階段時的資料。
ACE的計算公式：{\displaystyle \sum _{}^{}{\frac {{v_{\mathrm {max} }}^{2}}{10^{4}}},}，單位為{\displaystyle 10^{4}kt^{2}}。
| 萨菲尔-辛普森飓风风力等级 |    |    |    |    |    |    |
| TD                        | TS | C1 | C2 | C3 | C4 | C5 |

| 风暴名称      | 持续日期          | 风暴最高强度 | 最大持续风速 | 最低气压 （百帕） | ACE     | 登陆                                     | 登陆     | 登陆     | 损失 （百万美元） | 死亡人数 |
| 风暴名称      | 持续日期          | 风暴最高强度 | 最大持续风速 | 最低气压 （百帕） | ACE     | 地点                                     | 时间     | 风速     | 损失 （百万美元） | 死亡人数 |
| ------------- | ----------------- | ------------ | ------------ | ----------------- | ------- | ---------------------------------------- | -------- | -------- | ----------------- | -------- |
| 阿萊塔        | 5月14日—5月19日   | 热带风暴     | 75 km/h      | 1000              | 1.4975  | 没有登陆                                 | 没有登陆 | 没有登陆 | 0                 | 0        |
| 巴德          | 5月21日—5月26日   | 三级飓风     | 185 km/h     | 960               | 7.9025  | 没有登陆                                 | 没有登陆 | 没有登陆 | 0                 | 0        |
| 卡洛塔        | 6月14日—6月17日   | 二级飓风     | 165 km/h     | 976               | 3.5925  | 墨西哥瓦哈卡州埃斯孔迪多港               | 6月16日  | 165 km/h | 107.7             | 7        |
| 丹尼爾        | 7月4日—7月11日    | 三级飓风     | 185 km/h     | 961               | 11.58   | 没有登陆                                 | 没有登陆 | 没有登陆 | 0                 | 0        |
| 艾米利亞      | 7月7日—7月15日    | 四级飓风     | 220 km/h     | 945               | 18.5625 | 没有登陆                                 | 没有登陆 | 没有登陆 | 0                 | 0        |
| 法比奧        | 7月12日—7月18日   | 二级飓风     | 165 km/h     | 972               | 10.7475 | 没有登陆                                 | 没有登陆 | 没有登陆 | 0                 | 0        |
| 吉爾瑪        | 8月7日—8月11日    | 一级飓风     | 130 km/h     | 984               | 4.825   | 没有登陆                                 | 没有登陆 | 没有登陆 | 0                 | 0        |
| 赫克托        | 8月11日—8月17日   | 热带风暴     | 75 km/h      | 995               | 2.2225  | 没有登陆                                 | 没有登陆 | 没有登陆 | 0                 | 0        |
| 伊萊亞娜      | 8月27日—9月2日    | 一级飓风     | 140 km/h     | 976               | 6.99    | 没有登陆                                 | 没有登陆 | 没有登陆 | 0                 | 0        |
| 約翰          | 9月2日—9月4日     | 热带风暴     | 65 km/h      | 1000              | 0.81    | 没有登陆                                 | 没有登陆 | 没有登陆 | 0                 | 0        |
| 克里斯蒂      | 9月12日—9月17日   | 热带风暴     | 95 km/h      | 998               | 3.1325  | 没有登陆                                 | 没有登陆 | 没有登陆 | 0                 | 0        |
| 萊恩          | 9月16日—9月19日   | 一级飓风     | 130 km/h     | 989               | 4.43    | 没有登陆                                 | 没有登陆 | 没有登陆 | 0                 | 0        |
| 米利安        | 9月21日—9月27日   | 三级飓风     | 195 km/h     | 958               | 9.7525  | 没有登陆                                 | 没有登陆 | 没有登陆 | 0                 | 0        |
| 諾曼          | 9月28日—9月29日   | 热带风暴     | 75 km/h      | 1000              | 0.6875  | 墨西哥錫那羅亞州阿奧梅托波洛萬波         | 9月29日  | 55 km/h  | 0                 | 1        |
| 奧利維亞      | 10月6日—10月9日   | 热带风暴     | 95 km/h      | 998               | 1.9375  | 没有登陆                                 | 没有登陆 | 没有登陆 | 0                 | 0        |
| 保羅          | 10月13日—10月17日 | 三级飓风     | 195 km/h     | 960               | 7.0775  | 墨西哥南下加利福尼亞州穆萊赫巴伊亞亞松森 | 10月17日 | 65 km/h  | 15.5              | 0        |
| 羅莎          | 10月30日—11月4日  | 热带风暴     | 95 km/h      | 998               | 2.745   | 没有登陆                                 | 没有登陆 | 没有登陆 | 0                 | 0        |
| 季节总结      |                   |              |              |                   |         |                                          |          |          |                   |          |
| 17個 熱帶氣旋 | 5月14日 – 11月4日 |              | 220 km/h     | 945               | 98.49   | 3次登陆                                  | 3次登陆  | 3次登陆  | 123.2             | 8        |

## 外部連結
- 2012年太平洋颱風季
- 2012年北印度洋氣旋季
- 2012年大西洋颶風季
- 2011－2012年西南印度洋熱帶氣旋季
- 2011－2012年澳洲地區熱帶氣旋季
- 2011－2012年南太平洋熱帶氣旋季
- 2012－2013年西南印度洋熱帶氣旋季
- 2012－2013年澳洲地區熱帶氣旋季
- 2012－2013年南太平洋熱帶氣旋季

- 美國國家颶風中心（页面存档备份，存于）
- 聯合警報中心 （页面存档备份，存于）
- 美國海軍實驗室（页面存档备份，存于）
- ACE（页面存档备份，存于）
- 台灣颱風論壇（页面存档备份，存于）